# Drastic Fantastic
A Drastic Fantastic a skót énekes-dalszerző KT Tunstall harmadik albuma. A Virgin Recordsnál jelent meg 2007. szeptember 10-én az Egyesült Királyságban és 2007. szeptember 18-án az Egyesült Államokban és Kanadában. Az első kislemez, a Hold On, 2007. július 16-án jelent meg az Egyesült Államokban.
A Billboard 200-on a lemez a kilencedik helyen debütált, 50 000 eladott példánnyal az első héten. Skóciában Kanye Westet és 50 Centet megelőzve lett első a skót listán. Az album a 72. helyen végzett az Egyesült Királyság egész éves listáján 225 000 eladott lemezzel. 2008 augusztusáig a Drastic Fantasticból 215 000 példány kelt el az Egyesült Államokban.

## Dalok
1. Little Favours
2. If Only
3. White Bird
4. Funnyman
5. Hold On
6. Hopeless
7. I Don't Want You Now
8. Saving My Face
9. Beauty of Uncertainty
10. Someday Soon
11. Paper Aeroplane

Az albumon szereplő dalok nagyobbrészt nem újak. A Little Favours és a Paper Aeroplane akusztikus változata megjelent a 2000-es demo albumon, a Tracks In July-on. A Little Favours ezenkívül az Under the Weather kislemez B-oldalán volt rajta. Az If Only, a Funnyman és a Saving My Face dalok a Toons March '03 demo albumon szerepeltek. Végül Tunstall egy 2003-as blogbejegyzésében megemlítette, hogy írt két dalt, Hopeless és White Bird címmel. 

## Közreműködők
- KT Tunstall – ének, gitár, zongora
- Luke Bullen – dobfelszerelés, ütősök
- Sam Lewis – háttérgitár
- Steve Osborne – basszusgitár, háttérgitár, billentyűsök
- Arnulf Lindner – basszusgitár, nagybőgő
- Kenny Dickenson – zongora, billentyűsök
- Cat Sforza – háttérénekesek
- Gita Harcourt – háttérénekesek

## Külső hivatkozások
- KT Tunstall hivatalos honlapja
- Hivatalos Myspace
- Kritika az EST.hu-n